# Canas de Santa Maria
Canas de Santa Maria é uma vila portuguesa sede da Freguesia de Canas de Santa Maria do Município de Tondela, freguesia com 14,08 km² de área e 1607 habitantes (censo de 2021), tendo, assim, uma densidade populacional de 114,1 hab./km².
A freguesia designou-se de Canas de Sabugosa até 1966.
Depois, em 1997, a povoação de Canas de Santa Maria foi levada à categoria de vila.
Foi vila e sede de concelho até 1836. Este era constituído apenas pela freguesia da sede e tinha, em 1801, 1017 habitantes.
A freguesia, além da vila, engloba também uma aldeia próxima desta, Valverde, cuja capela (1600) é um dos monumentos a assinalar no município de Tondela.

## Demografia
Nota: No censo de 1864 figura "Canas".
A população registada nos censos foi:
| Distribuição da População por Grupos Etários | Distribuição da População por Grupos Etários | Distribuição da População por Grupos Etários | Distribuição da População por Grupos Etários | Distribuição da População por Grupos Etários |
| -------------------------------------------- | -------------------------------------------- | -------------------------------------------- | -------------------------------------------- | -------------------------------------------- |
| Ano                                          | 0-14 Anos                                    | 15-24 Anos                                   | 25-64 Anos                                   | > 65 Anos                                    |
| 2001                                         | 310                                          | 243                                          | 973                                          | 494                                          |
| 2011                                         | 192                                          | 208                                          | 897                                          | 509                                          |
| 2021                                         | 154                                          | 131                                          | 772                                          | 550                                          |

## Ecopista do Dão
A paisagem marcadamente rural e de serrania caracterizam o traçado do segundo e maior Percurso desta Ecopista. Em direcção a Sul, o antigo canal ferroviário estende-se paralelo aos afluentes do Dão, terminando junto à Foz do Rio Dinha. Em toda a sua extensão pode aproveitar os diversos espaços de observação e descanso e de apoio ao utilizador.
Também neste Percurso se valorizaram as infraestruturas preexistentes, através da recuperação dos imóveis e transformação em serviços de apoio às comunidades envolventes e aos utilizadores da Ecopista.
Ao longo da via pode, ainda, observar a antiga Igreja Matriz de Canas de Santa Maria, templo românico-gótico construído no século XII e a Ponte da Naia, ponte metálica sobre a Ribeira de Lobão.

## Património
- Igreja Velha de Santa Maria cuja fachada está classificada como Monumento Nacional.[7]
- Pelourinho de Canas de Santa Maria
- Capela de Valverde
- Capela de Santa Ovaia de Baixo